# Bernhard Jablonski
Bernhard Jablonski (* 5. August 1924 in Königsberg/Preußen; † 6. Januar 2023 in Pforzheim) war ein deutscher Künstler und Formgestalter (Designer), Bildhauer, Fotograf und Hochschullehrer. Von 1976 bis 1985 war er Rektor der Fachhochschule für Gestaltung in Pforzheim. Er begründete den Fachbereich Transportation-Design als einen der ersten Hochschul-Studiengänge für Kfz-Design weltweit.

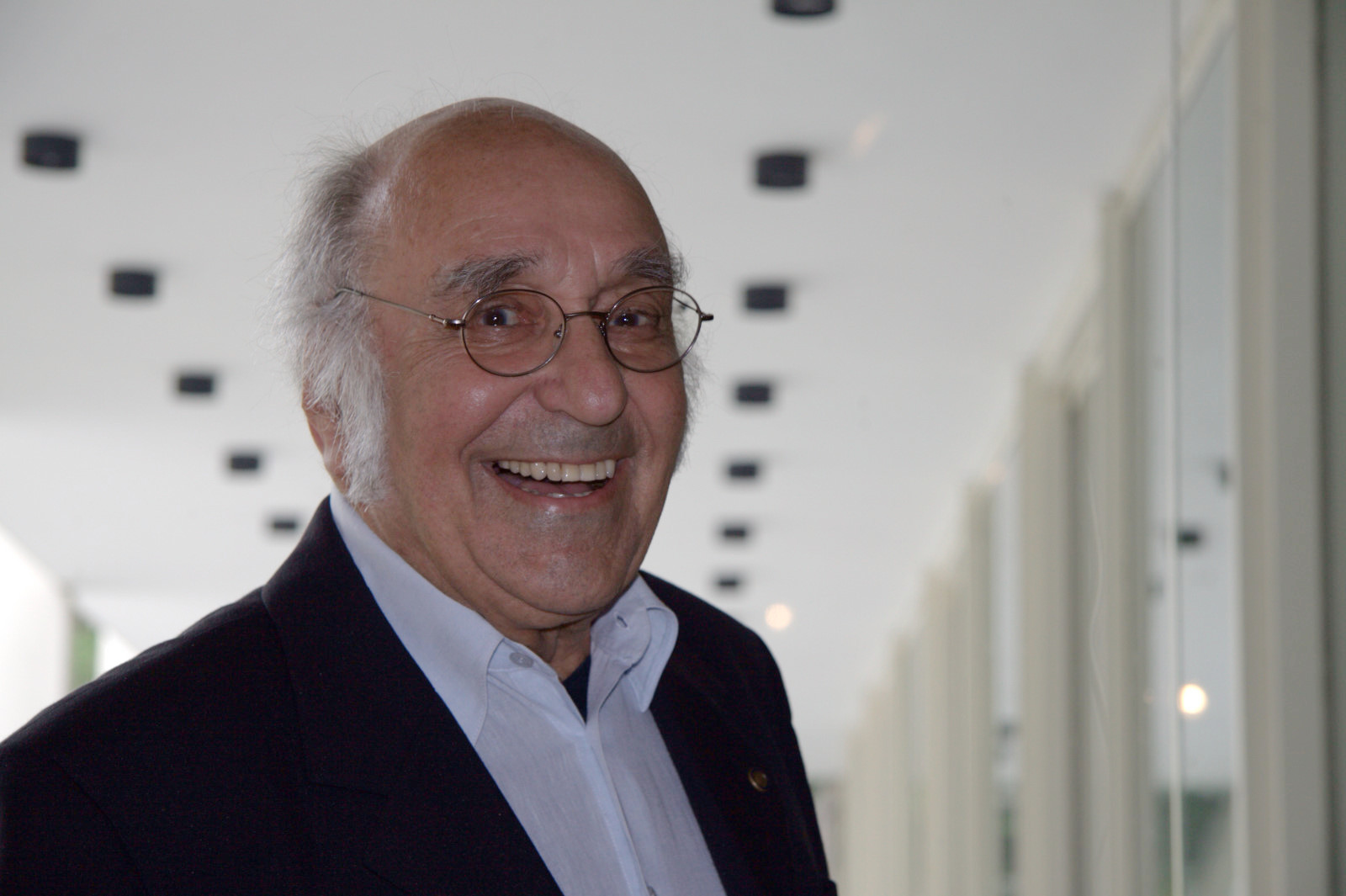
Bernhard Jablonski (2009)

## Leben

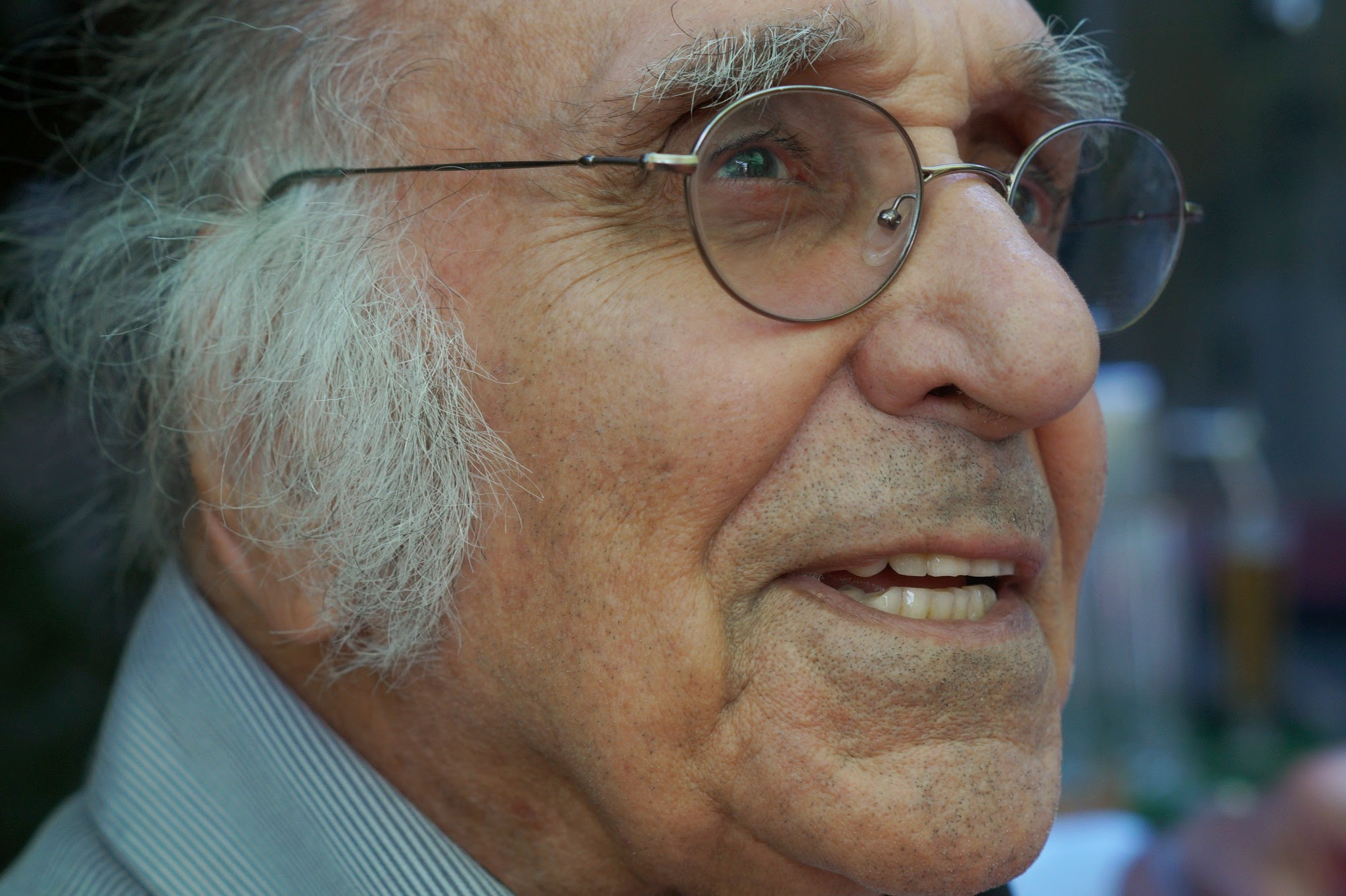
Bernhard Jablonski (2014)

Nach Kriegsteilnahme und Gefangenschaft studierte er an der staatlichen Akademie der bildenden Künste in Stuttgart mittels eines Stipendiums der Studienstiftung des deutschen Volkes.
Ab 1954 arbeitete er als freischaffender Bildhauer und Formgestalter. Im Jahr 1963 erhielt er einen Lehrauftrag und eine Professur an der Fachhochschule für Gestaltung in Pforzheim (FHG). Dort baute er den Studiengang Industrie-Design auf und leitete diesen. Von 1976 bis 1985 war er der Rektor der FHG Pforzheim und unter anderem der Initiator des Studiengangs Kraftfahrzeugdesign, jetzt Transportation-Design (zurzeit die einzige Ausbildungsstätte in der BRD von insgesamt 4 weltweit).
1985 wurde er aus dem Hochschuldienst emeritiert.
Bis in das Jahr 2000 arbeitete er als freischaffender Industrie-Designer. Seither intensivierte er seine fotografische Tätigkeit.

## Design Tätigkeiten
- ab 1954 Entwicklungen von Konsumgütern und technischen Geräten
- Mitglied im VDID (Verband deutscher Industrie Designer)[3]
- 1969 – 1971 Projektleiter der Studie über passive und aktive Sicherheit im Kfz-Bereich über das Jahr
- (Fa. Bosch) Forschungsauftrag zur Humanisierung des Arbeitslebens „Arbeitsplatz für Feinwerktechnik“ (Bundesministerium für Arbeit und Soziales, veröffentlicht 1978), Beratung
- Optimale Arbeitsplatzgestaltung in der Uhren- und Schmuckwarenindustrie sowie im Gold- und Silberschmiedehandwerk / B. Jablonski. Bundesanst. für Arbeitsschutz u. Unfallforschung, Dortmund[4]
- DB-Zentrale Fahrdienstleitung ICE. Mitarbeit im Forschungszentrum SEL und SEL/Alcatel bei Projekten der Arbeitsplatzentwicklung für „Kommunikation und Verkehrssteuerung“.
- (Berlin, Essen, Düsseldorf) Heinrich Hertz Institut Gesamtkonzeptionen und Human-Factor-Design
- 1981 – 1984 Für die Control-Center des vollelektronisch gesteuerten Hochtrassen-Nahverkehrsmittel in Vancouver/Kanada
- 1990 – 1994 gleichfalls in den Docklands/London

## Künstlerische Tätigkeiten

### Freie Bildhauerei
- Arbeiten in Stein, Betonguss, Bronze, Edelstahl, kupfergetrieben und anderes

#### Öffentliche Aufträge
unter anderem
- Stuttgart.: Relief am Rathauseingang, Wandgestaltung an Uhlandschule
- Stuttgart: Außenrelief, Altar, Kanzel und Bronzeplastik (lebensgroß) „Pieta“ in der Rosenbergkirche[5]
- Weilimdorf: Freiplastik und Platz-Gestaltung in der Engelbergschule
- Duisburg: Brunnen auf einem Schulhof
- Bad Mergentheim: Großes(Metall-) Außenwand-Relief „Quelle“ an der Landerversicherungs-Anstalt
- Pforzheim: Rathaus-Uhr (Marmor)
- Pforzheim: Wandobjekt mit Materialien der Firma Witzemann im Rathaus
- Essen: Thyssen Engineering Stahlobjekt

### Freie Fotografie

#### Ausstellungen
Auswahl (E): Einzelausstellung
- 1998 – Kunstgewerbeverein Pforzheim (E)
- 1999 – Stadt Haltern / Westfalen (E)
- 1999 – Sparkasse Pforzheim
- 2000 – Koblenz (E)
- 2000 – Organon Technika / Eppelheim
- 2004 – Galerieverein Pforzheim (E)
- 2005 – Kunstverein Leimen
- 2006 – Galerie Seuren Karlsruhe (E)
- 2008 – Art Karlsruhe
- 2008 – Galerie Malichin
- 2009 – Kunstverein Pforzheim (E), Reuchlinhaus Pforzheim
- 2010 – Pforzheim Galerie
- 2010 – VBKW Landratsamt Ludwigsburg
- 2010 – Galerie Brötzinger Art
- 2014 – Württembergische KV Stuttgart
- 2015 – Pforzheim Galerie (E)[6][7][8]
- 2017 – VBKW Rathaus Gerlingen[9][10]

## Auszeichnungen
- für gute Design-Produkte: Goldmedaille in Ljubljana
- mehrfach „Gute Industrieform“ Hannover[11]
- mehrfach LGA-Designcenter Stuttgart
- Ehrenmedaille der IHK Pforzheim
- Mitglied im Rotary Club Pforzheim[12]
- Bundesverdienstkreuz am Bande (1985) („Einer der profiliertesten Designer der Bundesrepublik“)[13][14]